# Wrocław Swojczyce
Wrocław Swojczyce – stacja kolejowa we Wrocławiu, na osiedlu Swojczyce, przy ulicy Gospodarczej, położona na linii łączącej Jelcz Miłoszyce i Wrocław Osobowice. Od stacji odchodzi bocznica obsługująca przedsiębiorstwa ulokowane wzdłuż kanału żeglugowego Odry, m.in. Wrocławską Stocznię Rzeczną, 3M – dawny Viscoplast, PPG Deco Polska – dawniej Polifarb Wrocław i wiele innych. Na stacji znajduje się trzykondygnacyjny dworzec wybudowany na planie prostokąta z przesuniętym w stosunku do osi budynku ryzalitem, przylegającym do ściany od strony peronu. Od strony północnej bezpośrednio do dworca przylega budynek magazynu. W kwietniu 2017 roku został tymczasowo przywrócony ruch pociągów pasażerskich, a 12 grudnia 2021 roku, wraz z przywróceniem połączeń kolejowych na linii do Jelcza-Laskowic, stacja została ponownie otwarta. 

## Ruch pasażerski
| Rok  | Wymiana pasażerska na dobę |
| ---- | -------------------------- |
| 2017 | 0-9                        |
| 2022 | 50-99                      |
| 2023 | 100-149                    |